# Timbuka bogotensis
Timbuka bogotensis är en spindelart som först beskrevs av Ludwig Carl Christian Koch 1866.  Timbuka bogotensis ingår i släktet Timbuka och familjen spökspindlar. Inga underarter finns listade i Catalogue of Life.